# Giada Colagrande
Pour les articles homonymes, voir Giada et Colagrande.
Giada Colagrande, née le 16 octobre 1975 à Pescara, Italie, est une réalisatrice, scénariste, productrice et actrice américano-italienne.

## Filmographie
| année | film                                          | réalisatrice | scénariste | productrice | actrice              | notes                      |
| ----- | --------------------------------------------- | ------------ | ---------- | ----------- | -------------------- | -------------------------- |
| 1998  | Carnaval                                      | Oui          | Oui        | Oui         |                      | court métrage              |
| 2002  | Aprimi il cuore                               | Oui          | Oui        | Oui         | Caterina             | long métrage               |
| 2005  | Before It Had a Name                          | Oui          | Oui        |             | Eleonora             | long métrage               |
| 2010  | A Woman                                       | Oui          | Oui        |             |                      | long métrage               |
| 2012  | The Woman Dress                               | Oui          | Oui        |             |                      | court métrage              |
| 2012  | Bob Wilson's Life & Death of Marina Abramovic | Oui          | Oui        |             |                      | documentaire               |
| 2013  | The Abramovic Method                          | Oui          |            |             |                      | court métrage documentaire |
| 2013  | Castello Cavalcanti                           |              |            |             | la barmaid           | court métrage              |
| 2014  | Pasolini                                      |              |            |             | Graziella Chiarcossi | long métrage               |
| 2016  | Padre                                         | Oui          | Oui        |             | Giulia Fontana       | long métrage               |
| 2024  | Tropico                                       | Oui          |            |             |                      | long métrage               |